# Amegilla epaphrodita
Amegilla epaphrodita är en biart som beskrevs av Brooks 1988. Amegilla epaphrodita ingår i släktet Amegilla och familjen långtungebin. Inga underarter finns listade i Catalogue of Life.